# Monako na Letnich Igrzyskach Olimpijskich 1920
Reprezentacja Monako na Letnich Igrzyskach Olimpijskich 1920 w Antwerpii liczyła czterech zawodników, wszyscy byli mężczyznami.

## Występy reprezentantów Monako

### Lekkoatletyka
Mężczyźni
- Edmond Médécin - 100 m (odpadł w eliminacjach), 200 m (odpadł w eliminacjach), skok w dal - 21 miejsce (nie awansował do finału), pięciobój nowoczesny - 15 miejsce
- Émile Barral - 800 m (odpadł w eliminacjach)

### Gimnastyka
Mężczyźni
- Michel Porasso - konkurs indywidualny - 12 miejsce
- Joseph Crovetto - konkurs indywidualny - 22 miejsce